# Ариканкарер
Ариканкарер (I век) — принц династии царей Куша, сын царя Натакамани и царицы Аманиторе. Его имя упоминается в храме Амона в Наге, в надписи в храме Амона M 260 в Мероэ (построенном Натакамани). Его имя, вероятно, присутствует также в храме около горы Джебель-Баркал, но эта запись частично разрушена.
Имя Ариканкарер написано в рамке картуш (что означает, что его статус — как минимум наследний принц), его тронное имя звучит как Анкхкаре. Считается,  он не мог бы быть правящим фараоном, так как королевские атрибуты у него отсутствуют, и он всегда называется вместе с фараоном Натакамани. На одной надписи его титул упоминается как pkrtr, что читается как наследный принц. На основании всего этого, Ариканкарер считается старшим королевском сыном, который получил привилегию писать своё имя в картуше.
Ариканкарер был погребён в пирамиде Beg. N5 в Мероэ (Согласно Рейснеру). Погребальная камера пирамиды находится в хорошем состоянии и богато декорирована различными изображениями и текстами. В этой же камере находилась жертвенная стела, на которой стояло имя его матери (правда, эта надпись трудно читаемая).

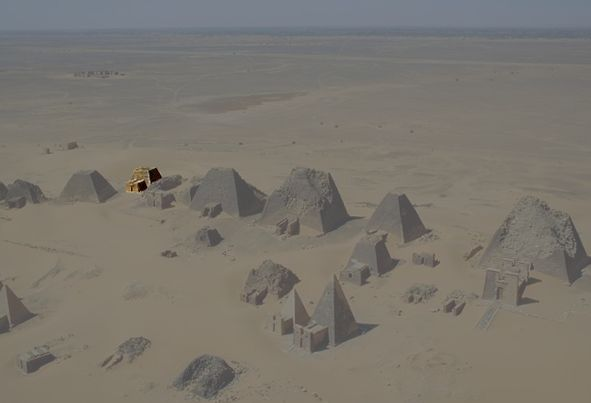
Пирамида N5 Ариканкарера выделена
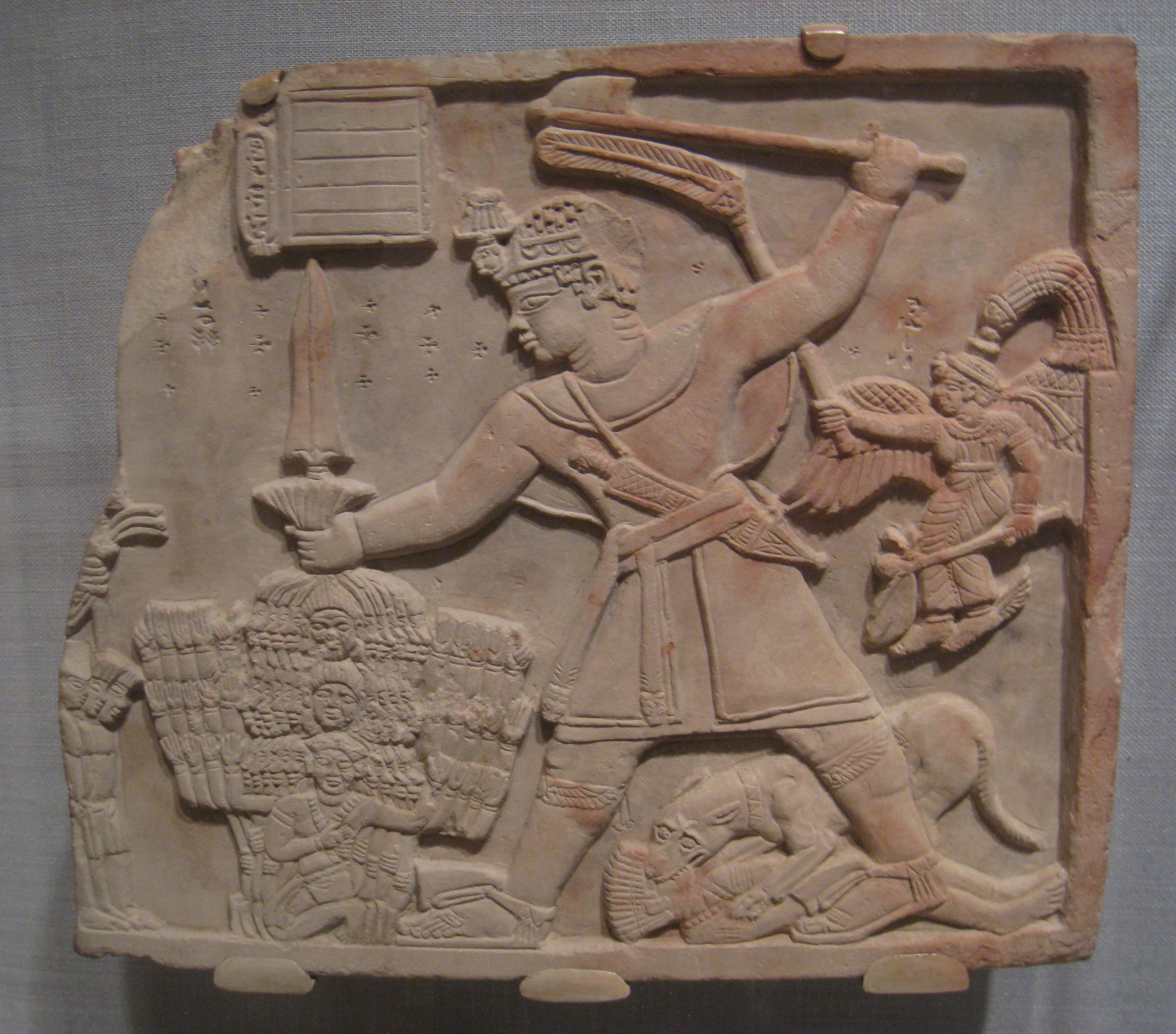
Стела Ариканкарера